# Valeri Batura
Valeri Batura –en ruso, Валерий Батура– (3 de febrero de 1970) es un deportista soviético que compitió en ciclismo en la modalidad de pista, especialista en las pruebas de persecución. 
Ganó dos medallas en el Campeonato Mundial de Ciclismo en Pista de 1990, oro en la prueba de persecución por equipos y plata en persecución individual.
Participó en los Juegos Olímpicos de Barcelona 1992, ocupando el sexto lugar en la prueba de persecución por equipos.

## Medallero internacional
| Campeonato Mundial | Campeonato Mundial | Campeonato Mundial | Campeonato Mundial          |
| Año                | Lugar              | Medalla            | Competición                 |
| ------------------ | ------------------ | ------------------ | --------------------------- |
| 1990               | Maebashi ( Japón)  | Medalla de oro     | Persecución por equipos (A) |
| 1990               | Maebashi ( Japón)  | Medalla de plata   | Persecución individual (A)  |